# O 26 (1941)
De O 26 was een Nederlandse onderzeeboot van de O 21-klasse. De bouw van de O 21 klasse schepen vond plaats aan de vooravond van de Duitse aanval op Nederland in 1940. De O 26 stond gepland als K XXVI. Ze was bestemd als onderzeeboot voor Nederlands-Indië, de K staat namelijk voor "koloniën". Maar al tijdens de bouw, door de Rotterdamse scheepswerf RDM, werd de naam gewijzigd naar O 26.
De O 26 is nooit bij de Nederlandse marine in dienst geweest. De onderzeeboot was namelijk niet voldoende afgebouwd om de oversteek te wagen naar het Verenigd Koninkrijk. Na de Nederlandse overgave werd ze door de Duitse bezetter afgebouwd en in Duitse dienst genomen als U-D4.

## De O 26 als U-D4
Omdat het werfpersoneel te weinig tijd had om de O 26 volledig onklaar te maken kon de Duitse bezetter de O 26 afbouwen en werd ze op 23 november 1940 te water gelaten. Op 28 januari 1941 werd de O 26 als U-D4 in Duitse dienst genomen bij de Buitenlandse U-boten. Gedurende 1941 werd door de Duitsers proeven uitgevoerd met het getrimd diesel systeem van de U-D4. Eind 1941 werd besloten het systeem te verwijderen bij de U-D3, U-D5 en U-D4. Dit verwijderen gebeurde tegen de wens van onderzeebootontwerper Christoph Aschmoneit in.
In Duitse dienst werd de U-D4 voornamelijk gebruikt als school- en oefenboot. Van 1943 tot 1945 was ze verbonden aan het 27e en 24e flottielje in Gotenhafen. In 1943 werd de U-D4 omgebouwd als olieopslagschip en werd er in de Oostzee geoefend met het bevoorraden van onderzeeboten. In totaal voerde de U-D4 ongeveer 220 bevoorradingen uit.
Begin 1945 werd de U-D4 overgeplaatst naar het 18e flottielje in Hel. Hier deed ze, totdat ze op 19 maart 1945 uit dienst werd genomen, als opleidingsboot. Op 3 mei 1945 werd de uit dienst genomen U-D4 in de haven van Kiel onklaar gemaakt en tot zinken gebracht.